# Protein-lizin 6-oksidaza
Protein-lizin 6-oksidaza (EC 1.4.3.13, lizil oksidaza) je enzim sa sistematskim imenom protein-L-lizin:kiseonik 6-oksidoreduktaza (deaminacija). Ovaj enzim katalizuje sledeću hemijsku reakciju
peptidil-L-lizil-peptid + O2 + 2O {\displaystyle \rightleftharpoons } peptidil-alizil-peptid + 3 +2O2
On takođe deluje na protein 5-hidroksilizin. Ovaj enzim katalizuje final enzimski korak unakrsnog povezivanja kolagena i elastina u biosintezi normalnog odraslog ekstracelularnog matriksa.

## Literatura
- Nicholas C. Price; Lewis Stevens (1999). Fundamentals of Enzymology: The Cell and Molecular Biology of Catalytic Proteins (Third изд.). USA: Oxford University Press. ISBN 019850229X.
- Eric J. Toone (2006). Advances in Enzymology and Related Areas of Molecular Biology, Protein Evolution (Volume 75 изд.). Wiley-Interscience. ISBN 0471205036.
- Branden C; Tooze J. Introduction to Protein Structure. New York, NY: Garland Publishing. ISBN 0-8153-2305-0.
- Irwin H. Segel. Enzyme Kinetics: Behavior and Analysis of Rapid Equilibrium and Steady-State Enzyme Systems (Book 44 изд.). Wiley Classics Library. ISBN 0471303097.

## Spoljašnje veze
- Protein-lysine+6-oxidase на 